# Day-Leeds
Day-Leeds war eine britische Automarke.

## Unternehmensgeschichte
Das Unternehmen Job Day & Sons Limited aus Leeds begann 1913 mit der Produktion von Automobilen. 1924 endete die Produktion.

## Fahrzeuge
Das erste Modell war der 8,9 HP mit einem Zweizylindermotor mit 999 cm³ Hubraum. 1914 folgte das Modell 10 HP mit einem Vierzylindermotor. Im ersten Jahr wurde dieses Modell mit einem Einbaumotor von Turner Motor mit 1286 cm³ Hubraum und 18 PS Leistung ausgestattet. 1915 kam ein eigener Motor mit 1131 cm³ Hubraum zum Einsatz. Ab 1919 wurde ein Motor mit 1266 cm³ Hubraum verwendet.